# Ano Santo
O Ano Santo, segundo a tradição Judaico-Cristã, equipara-se ao Ano Jubilar, ou seja, segundo a Bíblia, Levítico 25, esse ano os judeus consagravam ao Senhor e não trabalhavam a terra e viviam dos frutos que ela, espontaneamente, fornecia. Neste ano, também, todos os escravos eram libertos e toda a terra voltava à posse do seu dono original.
A tradição contemporânea católica consiste em celebrações a cada 25 anos denominadas jubileu, que se iniciam em 24 de dezembro com a abertura pelo Papa da Porta Santa da Basílica de São Pedro, em Roma.